# 담양소방서
담양소방서(潭陽消防署, Damyang Fire Station)는 전라남도 담양군을 관할하는 전라남도 소방본부 산하의 소방서이다.
소방서장은 소방정으로 보한다.

## 연혁
- 1994년 나주소방서 담양파출소개소
- 1998년 담양소방서개서
- 2000년 담양소방서 119구조대발대
- 2004년 담양소방서 삼계파출소개소
- 2021년 담양소방서 고서119안전센터개소
- 2019년 장성소방서 분리
- 2023년 곡성소방서 분리

## 역대서장
- 제1대 최정주
- 제2대 이양형
- 제3대
- 제4대
- 제5대 박용관
- 제6대 강대중
- 제7대 천성수
- 제8대 신봉수
- 제9대 고재덕
- 제10대 이민호
- 제11대 정현근
- 제12대 김도연
- 제13대 박병주
- 제14대 박원국
- 제15대 최현경
- 제16대 박상래
- 제17대 윤예심

## 조직
| - 소방과 - 소방계 - 장비계 | - 방호구조과 - 방호구조계 - 예방안전계 - 구조구급계 | - 현장대응단 - 진압팀 - 조사지원팀 - 119구조대 |

## 관할센터 및 관할구역
담양소방서는 2개의 119안전센터와 1개의 구조대를 산하에 두고 있다.
| 명칭                 | 사진 | 주소                       | 관할구역                                              | 지역대            |
| -------------------- | ---- | -------------------------- | ----------------------------------------------------- | ----------------- |
| 담양119안전센터      |      | 담양군 담양읍 추성로 1232  | 담양읍,금성면,대전면,무정면,봉산면,수북면,용면,월산면 | 대전119지역대     |
| 고서119안전센터      |      | 담양군 고서면 창평현로 398 | 고서면,가사문학면,창평면,대덕면                       | 가사문학119지역대 |
| 담양소방서 119구조대 |      | 담양군 담양읍 추성로 1232  | 담양군                                                |                   |

## 사건사고
- 장성 요양병원 화재 사고

## 같이 보기
- 대한민국 소방청
- 대한민국의 소방
- 소방관 계급